# Rakvere (município rural)
Rakvere (em estoniano:  Rakvere vald) é um município rural estoniano localizado na região de Lääne-Virumaa.